# Pietro Nocchi
Pietro Nocchi, né à Rome le 11 juin 1783 et mort à Lucques le 14 août 1854 , est un graveur et peintre italien néoclassique actif à la fin du XVIIIe siècle et au début du XIXe siècle.

## Biographie
Pietro Nocchi, fils de Bernardino, étudie auprès de son père, et est inscrit parallèlement  à l'Accademia di San Luca où il suit les cours de Gaspare Landi, de Vincenzo Camuccini et d'Antonio Canova, et obtient par son talent d'importantes commissions pour des copies de peinture et de sculpture, en introduisant sa connaissance du néoclassicisme dans les usages contemporains. Pour des raisons personnelles il revient à Lucques en 1806, gardant un contact épistolaire avec Bernardino, qui continue à lui fournir suggestions et conseils. Suivant l'exemple de Stefano Tofanelli, il dédie son art au genre du portrait officiel, à la française,  nouveau et promu par  Élisa Bonaparte, récemment nommée à Lucques. Dans les œuvres sacrées, il reste dans un registre traditionnel par sa connaissance des œuvres de  Pompeo Batoni (Cuore di Gesù fra San Vincenzo Ferrer e Santa Teresa en 1809 et  Sant´Andrea condotto al martirio en 1811 l'église Saint-André de  Viareggio).
Pour une courte période,  il retourne à Rome, pour terminer des commissions pour le Palais du Quirinal laissées incomplètes par la mort de son père en 1812 ;  il rentre rapidement  à Lucques, pour remplacer Tofanelli,  qui s'y était installé  en 1802 comme professeur de dessin à l'Université de San Frediano, et qui était mort la même année que son père Bernardino.
Sous les Bourbons, il continue son activité de portraitiste officiel avec le portrait de Marie-Louise, celui du général Werklein, de membres de la famille Orsucci, œuvres toutes unanimement appréciées.
Dans les années  1820, influencé par  Michele Ridolfi, avec qui il entretient des contacts suivis à la commission des Beaux-Arts dont ils font partie, il se concentre sur une thématique plus pure à la redécouverte de la peinture des Quattrocento et Cinquecento.
En témoignent Il beato Pellegrino Laziosi che ridona la vista a un cieco pour l'église S. Andrea a Viareggio et La visione di Ugo Capeto, premier exemple de peinture d'histoire d'une série de grands tableaux inspirée par le roi lombard Adaloaldo.

## Œuvres
- Cuore di Gesù fra San Vincenzo Ferrer e Santa Teresa (1809), église Saint-André de Viareggio, Capannori
- Femme avec une harpe et luth, Barnard Castle, The Bowes Museum.
- Élisa et sa fille Élisa Napoléone, musée Fesch, Ajaccio.
- Portrait de Marie-Louise de Bourbon, miniature sur ivoire (38 mm × 20 mm),
- Il beato Pellegrino Laziosi che ridona la vista a un cieco, église S. Andrea a Viareggio
- La visione di Ugo Capeto, Museo di Palazzo Mansi,